# Bactrocera mutabilis
Bactrocera mutabilis
 es una especie de insecto díptero que May describió científicamente por primera vez en 1952. Esta especie pertenece al género Bactrocera de la familia Tephritidae.  